# Koprski glavar Slovanov
Koprski glavar Slovanov je bil v zgodovini naziv za koprskega plemiča, ki je bil v času Beneške republike nadrejen Slovanom v tej državi.
Koprski glavar se v dokumentih prvič pojavi kot capitaneus Sclauorum Justinopolis v neki listini z datumom 31. marec 1349. 
V mirnem času je bil koprski glavar Slovanov sodni in upravni predstojnik kmetov na območju današnjega Kopra z okolico. V vojnem času je prevzel funkcijo poveljnika kmečke vojske. 